# 아메데오 트릴리

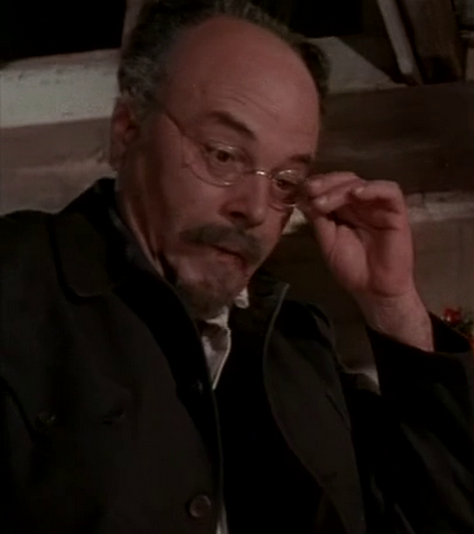

아메데오 트릴리(Amedeo Trilli, 1906년 7월 9일 ~ 1971년 11월 30일)는 이탈리아의 배우이다.
론칠리오네에서 태어났으며 로마에서 사망하였다.

## 영화
- 황야의 프로파이터 (1967년)
- 블레이드스톰 (1966년)
- 프리토리아 정복 (1964년)
- 다섯 낙인의 여자 (1960년)
- 철도원 (1956년)